# Ars subtilior
Nella storia della musica, l'ars subtilior è quel periodo della musica medievale trecentesca, più propriamente sviluppatasi verso la fine del secolo, caratterizzata da una eccezionale complessità ritmica e notazionale.
A lungo si è ritenuto che l'ars subtilior fosse fiorita ad Avignone, nel sud della Francia. In anni recenti tuttavia Anne Stone ha tentato di ricondurla all'ambiente parigino. Il movimento è per lo più visto in contrapposizione all'ars nova italiana che fiorì dal 1310 al 1370.

## La sua nascita

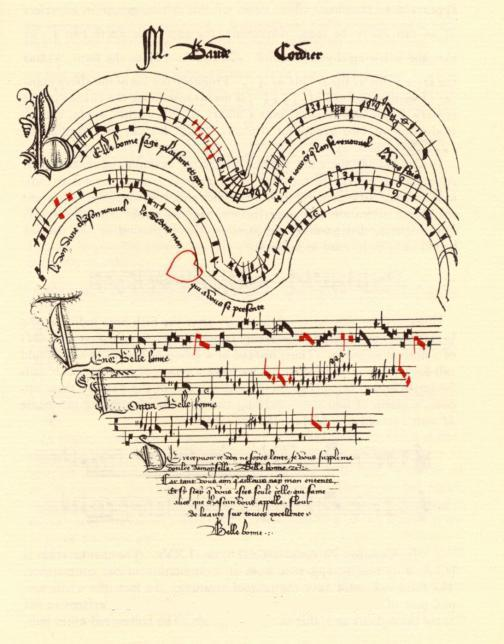
Una canzone d'amore, Belle, bonne sagge di Baude Cordier, scritta in un pentagramma a forma di cuore con note in rosso ad indicare le alterazioni ritmiche.

Le composizioni dell'ars subtilior erano raffinate, complesse, difficili da cantare e probabilmente eseguite da gruppi ristretti di iniziati ed intenditori. Richard H. Hoppin giunge a chiamarla ars subtilissima, sostenendo che fino al XX secolo la musica non ha più raggiunto una ritmica altrettanto complessa e raffinata.
Si trattava esclusivamente di composizioni profane che avevano per soggetto storie d'amore, di guerra, di cavalieri e di eroi della classicità. Alcuni lavori furono scritti in omaggio a personalità pubbliche come l'Antipapa Clemente VII.
Daniel Albright, paragona lo sperimentalismo tecnico dell'ars subtitlior a quello della musica d'avanguardia del XX secolo. In proposito egli cita il canone perpetuo di Baude Cordier Tout par compas suy composé scritto su un rigo musicale circolare.
Il centro dell'attività di questo stile fu Avignone negli anni dello Scisma d'Occidente. Nella città sulle rive del Rodano si sviluppò un attivo centro culturale e furono composti le opere vocali più significative del tardo XIV secolo. Da qui, lo stile si diffuse nel nord della Spagna e a Cipro, all'epoca sotto l'influsso culturale francese. Fu inoltre praticato da un gruppo di maestri italiani fra cui Antonio Zacara da Teramo.
Molte delle soluzioni adottate dai compositori dell'ars subtilior furono accolte dalla musica rinascimentale.

## Caratteristiche notazionali
Una delle tecniche introdotte dall'ars subtilior riguardò all'uso di note rosse che indicavano la riduzione di un terzo del valore della nota. Un gruppo di tre note rosse della stessa durata, per esempio, equivaleva a due note.
Spesso i maestri dell'ars subtilior stendevano i loro manoscritti in forme inusuali e artistiche. Si è già ricordato il canone circolare di Baude Cordier. Un pezzo di Jacob Senleches - La Harpe de melodie - è invece scritto entro la forma di un'arpa. Questi ed altri esempi di notazioni insolite sono contenuti nel Codice di Chantilly, che assieme al Codice di Modena è la fonte principale attraverso la quale questo genere di musica ci è stato tramandato.

### Compositori dell'ars subtilior
- Antonello da Caserta
- Filippo da Caserta
- Matteo da Perugia
- Antonio Zacara da Teramo
- Jacob Senleches
- Johannes Ciconia
- Baude Cordier
- Solage
- Grimace
- Martinus Fabri
- Compositore anonimo alla corte di Giano di Lusignano, re di Cipro

## I manoscritti
Le opere dell'ars subtilior sono conservate nei manoscritti seguenti:
- Codice d'Ivrea (Biblioteca Capitolare, Ivrea)
- Codice di Faenza, (Biblioteca Comunale, Faenza)
- Codice di Modena, (Biblioteca Estense e Universitaria, Modena)
- Codice di Lucca / Codice Mancini, (Archivio di Stato, Lucca, ms. 184; Biblioteca comunale «Augusta», Perugia, ms. 3065)
- Codex Chantilly, (Musée Condé)
- London Manuscript (British Library, Londra)
- Manuscrit d'Apt (Bibliothèque municipale d'Apt (Vaucluse), Francia)
- Manoscritto di Sevilla (Biblioteca Colombina, Siviglia)